# I Like It (canción de Cardi B, Bad Bunny y J Balvin)
«I Like It» es una canción de los cantantes Cardi B, Bad Bunny y J Balvin. Fue lanzada a través de Atlantic Records como cuarto sencillo del álbum de estudio debut de la cantante, Invasion of Privacy (2018). Fue escrita por Cardi B, Bad Bunny, J Balvin y Tony Pabon, y fue producida por J. White e Invincible. El vídeo musical de la canción cuenta actualmente con más de mil millones de visualizaciones en YouTube.
Antes de su lanzamiento como sencillo, la canción logró debutar en la posición #8 del listado Billboard Hot 100 en Estados Unidos, siendo la quinta entrada top 10 de Cardi B en la lista y el debut más alto de las canciones del álbum, todas lograron debutar en el Hot 100 durante la primera semana de lanzamiento del álbum. El 2 de julio logra llegar al puesto número uno del Billboard Hot 100 logrando así un récord único por una rapera. Por otra parte, fue una de las canciones interpretadas durante el espectáculo de medio tiempo del Super Bowl LIV, llevado a cabo el 2 de febrero de 2020.

## Producción
La canción fusiona trap y salsa. Cuenta con partes de la canción de Pete Rodriguez «I Like It Like That». Debido a la participación de Bad Bunny y J Balvin, la canción se interpreta en spanglish.[cita requerida]